# 威廉斯堡 (奥地利)
威廉斯堡（德語：Wilhelmsburg）是奥地利下奥地利州圣帕尔滕兰县的一个市镇。总面积45.76平方公里，总人口6633人，人口密度145.0人/平方公里（2005年）。